# Avaí (São Paulo)
Avaí é um município do estado de São Paulo, no Brasil. Sua população em 2024 era de 4.519 habitantes. O município é formado pela sede e pelo distrito de Nogueira.

## Toponímia
"Avaí" é um termo derivado da língua tupi que significa "água de homem", através da junção dos termos abá ("homem") e y ("água").

## História
O surgimento da povoação se deu com a chegada da ferrovia Noroeste, logo após a passagem dos engenheiros que constituíam a Comissão de Estudos dos cem primeiros quilômetros, realizado a partir de janeiro de 1905 e chefiada pelo engenheiro João Feleciano da Costa Ferreira, após haver transposto o Rio Batalha e atingido a encosta entre os rios Batalha e Jacutinga.
Foi ali, nesse local, que se colocou a placa quilométrica 48, a partir de Bauru, seu ponto inicial, para se construir, junto a essa mesma placa, a estação que viria a ter o nome Jacutinga.
Com as terras no local onde se edificaria a estação pertenciam à Fazenda Jacutinga, de propriedade do major Gasparino de Quadros e sua mulher, o administrador ou capataz João Baptista Dias, mais conhecido como "João Guari", sugeriu ao proprietário das terras que fizesse a doação de uma área para a formação de um povoado junto à estação.
No dia 2 de dezembro de 1919, depois de incessante trabalho realizado pelo coronel Juvencio Silva e por Domingos Zulian junto à Câmara Estadual, Altino Arantes, presidente do Estado, promulgou a Lei Estadual nº. 1.672 de 2 de dezembro de 1.919, criando o município e, em lugar do nome de Jacutinga, foi atribuído o nome de Avaí.

## Geografia
Localiza-se a uma latitude 22º08'48" sul e a uma longitude 49º19'59" oeste, estando a uma altitude de 481 metros. Área em km²: 540,689 - Posição (SP): 149º (Instituto Brasileiro de Geografia e Estatística, 2010).

### Distritos
Além da sede, possui o distrito de Nogueira (8 km da cidade).

### Hidrografia
- Rio Batalha
- Rio Jacutinga
- Rio Batalhinha
- Rio Anhumas

### Rodovias
- Rodovia Marechal Rondon (SP-300)
- Rodovia Comandante João Ribeiro de Barros (SP-294)[8]

## Demografia

### População
| Crescimento populacional                             | Crescimento populacional | Crescimento populacional | Crescimento populacional |
| Ano                                                  | População Total          |                          | %±                       |
| ---------------------------------------------------- | ------------------------ | ------------------------ | ------------------------ |
| 1920                                                 | 15 146                   |                          | —                        |
| 1925                                                 | 22 033                   |                          | 45,5%                    |
| 1934                                                 | 11 642                   |                          | −47,2%                   |
| 1937                                                 | 12 446                   |                          | 6,9%                     |
| 1940                                                 | 12 356                   |                          | −0,7%                    |
| 1946                                                 | 11 933                   |                          | −3,4%                    |
| 1950                                                 | 8 085                    |                          | −32,2%                   |
| 1958                                                 | 6 213                    |                          | −23,2%                   |
| 1960                                                 | 6 704                    |                          | 7,9%                     |
| 1970                                                 | 5 252                    |                          | −21,7%                   |
| 1980                                                 | 5 367                    |                          | 2,2%                     |
| 1991                                                 | 4 644                    |                          | −13,5%                   |
| 2000                                                 | 4 596                    |                          | −1,0%                    |
| 2010                                                 | 4 959                    |                          | 7,9%                     |
| 2022                                                 | 4 483                    |                          | −9,6%                    |
| Est. 2024                                            | 4 519                    | [ 9 ]                    | 0,8%                     |
| Fontes: Censos Demográficos IBGE e Estimativas SEADE |                          |                          |                          |

## Economia
Devido à extensão territorial extensa, a agricultura vem se transformando na principal atividade de desenvolvimento do município, destacando as produções de abacaxi, laranja, lichia, melancia, pimentões, seringueiras, cana-de-açúcar, pinus e eucaliptos. Vale destacar a pujança dos pecuaristas do município, com modernas fazendas aliadas à tecnologia e treinamento na capacitação dos profissionais para atender exigências do mercado internacional, os pecuaristas estão adotando o método de rastreamento de carne destinada à exportação. O método já usado em países europeus consiste em um chip, que permite ao consumidor conhecer a origem do gado. Os trabalhos feitos com penas e plumas de pássaros constituem a arte plumária indígena. Alguns índios realizam trabalhos em madeira e de cerâmica.

## Infraestrutura

### Comunicações
O sistema de telefones automáticos foi inaugurado na cidade em 1974 pela Telecomunicações de São Paulo (TELESP), que também implantou o sistema de discagem direta à distância (DDD) em 1988 com o código de área (0142). Anteriormente a cidade era atendida pela Companhia Telefônica Brasileira (CTB).
Na década de 90 o código DDD da cidade foi alterado para (014), para padronização do sistema telefônico com a telefonia celular que estava sendo implantada em todo o estado.

## Cultura e lazer
O Museu Municipal Francisco Pitta, localizado na Rua Coronel Juvencio Silva, 478, centro, conta com um grande acervo histórico com fotos, textos, dados que marcaram a história da formação da cidade e da região.
Seus feriados municipais são o de São Sebastião (padroeiro do município), em 20 de janeiro e o aniversário do município, em 2 de dezembro.
O município possui quatro aldeias indígenas (Kopenoti, Nimuendaju, Ekeruá e Tereguá), numa área de 1.930,3369 hectares ou 797,6598 alqueires paulista, denominado de Terra Indígena Araribá (as aldeias estão aproximadamente 15 km do município). As suas principais etnias são a Guarani, Terena e Caingangues. Os trabalhos feitos com penas e plumas de pássaros constituem a arte plumária indígena. Alguns índios realizam trabalhos em madeira e de cerâmica.
A atual população na Terra Indígena Araribá é de quinhentos setenta e oito índios.
Aldeia Kopenoti: Etnia predominante Terena, População 195 (60 residências); Aldeia Nimuendaju: Etnia predominante Guarani, População 85 (20 residências) ; Aldeia Ekeruá: Etnia predominante Terena, População 180 (30 residências) e Aldeia Tereguá: Etnias predominantes Terena e Guarani, População 118 (30 residências). Total 578 . Dados: FUNAI, CTL de Bauru – SP (agosto 2012) / Outra etnia: Caingangues (Kaingang)

## Religião
O Cristianismo se faz presente na cidade da seguinte forma:

### Igreja Católica
O município pertence à Diocese de Bauru, tendo como bispo Dom Frei Caetano Ferrari. No dia 20 de janeiro, ocorre feriado municipal em comemoração ao padroeiro da cidade, São Sebastião.

### Igrejas Evangélicas
Entre as igrejas protestantes históricas, pentecostais e neopentecostais, encontram-se na cidade:
- Assembleia de Deus Ministério do Belém.[21][22]
- Congregação Cristã no Brasil.[23]